# Rajesh Jeetah
Rajesh Jeetah est un homme politique mauricien né le 5 juillet 1962. Il occupe les fonctions de ministre de l'Éducation tertiaire et de la Recherche.